# Gilley (Doubs)
Gilley is een gemeente in het Franse departement Doubs (regio Bourgogne-Franche-Comté). De plaats maakt deel uit van het arrondissement Pontarlier. In de gemeente ligt spoorwegstation Gilley. Gilley telde op 1 januari 2022 1.805 inwoners.

## Geografie
De oppervlakte van Gilley bedraagt 17,27 km², de bevolkingsdichtheid is 98 inwoners per km² (per 1 januari 2019).
De onderstaande kaart toont de ligging van Gilley met de belangrijkste infrastructuur en aangrenzende gemeenten.

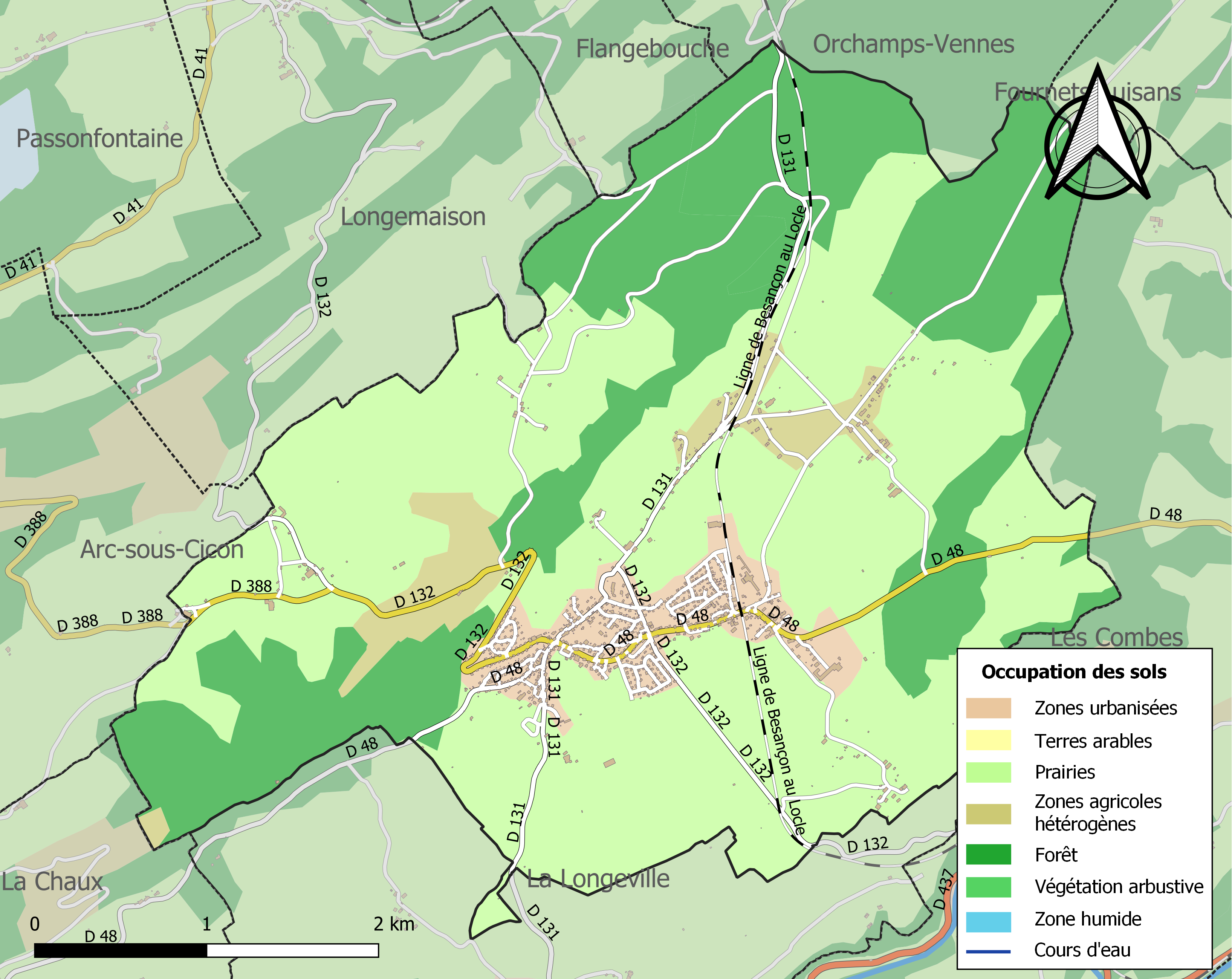

## Demografie
Onderstaande figuur toont het verloop van het inwonertal (bron: INSEE-tellingen).